# کارل مجانی
کارل مجانی (عربی: كارل مدجاني؛ زاده ۱۵ مهٔ ۱۹۸۵) یک بازیکن فوتبال اهل فرانسه-الجزایر است.